# Église Notre-Dame d'Availles-en-Châtellerault
Pour les articles ayant des titres homophones, voir Église Notre-Dame et Notre-Dame.
Notre-Dame d'Availles-en-Châtellerault est une église gothique située à Availles-en-Châtellerault dans le département de la Vienne.

## Historique
Originellement fondée au cours du XIIe siècle, elle est essentiellement rénovée[style à revoir] au cours du XIXe siècle. Les différentes statues et autels qu'elle contient sont inscrits à l'inventaire supplémentaire des monuments historiques en 1966 et 1994.